# Hakon Ahnfelt-Rønne
Hakon Benjamin Ahnfelt-Rønne (født Rønne Olsen 18. juni 1890 i København − 30. marts 1927) var en dansk skuespiller.
Ahlfelt-Rønne blev optaget på Det Kongelige Teaters Elevskole i 1908, og fik sin debut på teatret i 1910 med rollen som Jakob i Erasmus Montanus. I 1914 blev han tilknyttet Dagmar Teatret, hvor han frem til 1919 havde en række roller. Han var fra 1919 med i en række kabaretter i Oslo og København, ligesom han havde flere filmroller.
Trods sin unge alder var Ahlfelt-Rønne gift to gange; i 1918 med skuespillerinden Lilli Beck og i 1924 med Margaretha Emilie Schnitler. Han er far til skuespilleren Pia Ahnfelt-Rønne.
Han døde 36 år gammel og er begravet på Solbjerg Parkkirkegård, Frederiksberg.

## Filmografi
- Studenten skifter Skilte (1913)
- De Dødes Ø (1913)
- Lykkeligt Ægteskab (1914)
- Letsind (1914)
- Guldhornene (1914)
- Zigo (1914)
- En rædson Nat (1914)
- Der var engang (1922)